# HMS York (1654)
El Marston Moor fue una fragata de 52 cañones de clase Speaker de tercera clase construida para la marina de guerra de la Mancomunidad de Inglaterra en Blackwall Yard, botado en 1654.
Después de la restauración en 1660, fue rebautizado como HMS York. En 1677 su armamento fue aumentado a 60 cañones. El York naufragó en 1703.